# 坂田泥華 (13代)
13代坂田 泥華（13だい さかた でいか、1915年11月10日 - 2010年2月24日）は山口県長門市深川にて代々継承されている萩焼の伝統名跡名家陶芸家の名。本名を一平。山口県長門市出身。萩商卒。12代坂田泥華（本名：浩三）の長男。
坂田家は萩焼の始祖である李勺光（りしゃくこう）の流れをくむ家柄で、深川萩四家の一つ。（深川萩四家とは現在、坂田泥華窯の他、坂倉新兵衛窯、田原陶兵衛窯、新庄助右衛門窯の四窯元がある）1950年（昭和25年）萩焼深川（ふかわ）窯の当主13代泥華を名のる（窯は長門市深川にある）。戦後の昭和萩陶芸史を語る上で、萩焼を担う中心人物の一人で特に井戸茶碗に研鑽を積み、「泥華井戸」と称されるおおらかで伸びのある独自の優雅な作風を確立。井戸茶碗の魅力を十分に熟知し温かみのある釉を施した茶碗などには、泥華特有の轆轤造形がある。他には焼成時に釉薬を剥ぎ取る事により御本風の柔らかい斑文を表現した剥離釉等、新技法にも取り組んだ。なお1950年に13代泥華を襲名しているが、2004年に長男の坂田慶造が早世したため、彼に15代坂田泥華を追贈し、14代坂田泥珠と号す。号を天耳庵、隠居後の名を泥珠と号す。
13代泥華の一人息子の長男、坂田慶造は14代泥珠（13代泥華と14代泥珠は同一人物である）の始めた剥離釉窯の技法を受け継ぎながら彼独自にその技法を発展させた。次期泥華襲名予定であった坂田慶造は2004年（平成16年）5月に54歳で逝去。慶造の父である13代泥華は次期泥華襲名予定だった慶造に贈名として15代坂田泥華を襲名させた。16代坂田泥華を誰が名乗るのかは不明である。

## 略歴
- 1915年（大正4年） 山口県に生誕。
- 1933年（昭和8年） 山口県立萩商業学校を卒業。父・12代泥華に師事作陶。伝統の家法を習得。
- 1950年（昭和25年） 13代坂田泥華を襲名。
- 1962年（昭和37年）頃より加藤土師萌の指導を受ける。
- 1964年（昭和39年） 日本工芸会正会員となる。
- 1965年（昭和40年） 山口県芸術文化振興奨励賞を受賞。
- 1968年（昭和43年） 山口県美術展審査員を委嘱。
- 1970年（昭和45年） 中国文化賞を受賞。
- 1972年（昭和47年） 山口県指定無形文化財に認定。名古屋オリエンタル中村個展の出品作品が宮内庁に買い上げ。
- 1974年（昭和49年） 迎賓館に水指を納入。山口県選奨（芸術文化功労）を受賞。
- 1975年（昭和50年） 東京三越個展の出品作品が宮内庁に買い上げ。
- 1976年（昭和51年） 日本工芸会理事に就任。
- 1981年（昭和56年） 紫綬褒章を受章。
- 1987年（昭和62年） 勲四等旭日小綬章を受章。
- 1994年（平成6年） 全国豊かな海づくり大会の際に山口県より陛下献上の茶碗を制作。
- 2004年（平成16年） 長男・慶造が早世したために15代坂田泥華を追贈し、自らは14代天耳庵坂田泥珠と号す。
- 2010年（平成22年） 2月24日肺炎で死去。94歳没